# Arnon Milchan
Arnon Milchan (n. 6 decembrie 1944, Israel) este un producător de film și om de afaceri. Milchan a produs numeroase filme de succes, ca "A fost odată în America", "The War of the Roses", "Pretty Woman", "The Devil's Advocate" și "L.A. Confidential".

## Filmografie
- Sechestrați în larg (1992)